# 2013年の相撲
< 2013年 | 2013年のスポーツ
2013年の相撲（2013ねんのすもう）では、2013年の相撲における動向をまとめる。
2012年-2013年-2014年

## できごと

### 1月
- 8日 - 【大相撲】安治川親方（元幕内・敷島）が年寄「浦風」を取得し、名跡変更した[1]。
- 10日 - 【大相撲】二所ノ関部屋が1月場所後に閉鎖されると報道された。同部屋は横綱大鵬や後にプロレスに転向した力道山などを輩出した[2]。
- 19日 - 【大相撲】史上最多の32度優勝の元横綱、同一代年寄の大鵬が死去[3]
- 26日 - 【大相撲】1月場所の14日目で日馬富士が鶴竜を寄り切りで破り14連勝として通算5度目、横綱昇進後では2場所目で初の幕内最高優勝を達成[4]
- 27日
  - 【大相撲】元幕内・武州山が現役を引退し、年寄「小野川」を襲名した[5]。
  - 【大相撲】元小結・高見盛が現役を引退し、年寄「振分」を襲名した[6]。
- 28日 - 【大相撲】日本相撲協会は二所ノ関部屋が同日付で閉鎖になったと発表した。所属力士は全員が引退届を提出し、二所ノ関親方（元関脇・金剛）らは松ヶ根部屋などに転属した[7]。

### 2月
- 4日
  - 【大相撲】大島親方（元横綱・武蔵丸）が年寄「武蔵川」を取得し、名跡変更した[8]。
  - 【大相撲】日本相撲協会は、放駒部屋が閉鎖となり、所属力士らが2月7日付で芝田山部屋へ転属すると発表した[8]。
- 14日 - 【学生・大相撲】前年のアマチュア横綱の日本大学の遠藤聖大が追手風部屋への入門を表明[9]
- 15日 - 【大相撲】日本政府は1月に死去した大鵬に対し、国民栄誉賞を授与することを正式決定。史上21例目で、相撲界では1989年の千代の富士（現親方・九重）に次いで2人目[10]
- 20日 - 【大相撲】二子山親方（元幕内・光法）が、年寄「立田川」に名跡変更した[11]。
- 25日 - 【大相撲】大鵬の国民栄誉賞授与式が首相官邸で行われた[12]

### 3月
- 22日
  - 【大相撲】日本相撲協会の持ち回り理事会が行われ、武蔵川親方（元横綱・武蔵丸）が4月1日付で藤島部屋から独立し、武蔵川部屋を創設することを承認した[13]。
  - 【大相撲】3月場所の13日目で、白鵬が豪栄道を上手投げで破り13連勝とし、唯一2敗だった隠岐の海が敗れたため、白鵬が2場所ぶり通算24度目の幕内最高優勝達成。通算4度目の13日目での優勝決定は史上最多タイ[14]
- 24日
  - 【大相撲】3月場所の千秋楽で、既に優勝を決めている白鵬が日馬富士を上手投げで破り、史上最多の9度目の全勝優勝。双葉山・大鵬の8回の記録を更新[15]。
  - 【大相撲】元大関・雅山が現役を引退し、年寄「二子山」を襲名した[16]。
- 25日
  - 【大相撲】間垣部屋が閉鎖となり、所属力士らは伊勢ヶ濱部屋に移籍した[17]。
  - 【大相撲】2011年の大相撲八百長問題に関与したとして解雇処分となった元幕内の蒼国来が解雇は不当として、地位確認を求めた訴訟で東京地方裁判所は八百長があったとは認められないとして、蒼国来の解雇は無効とした[18]。

### 4月
- 1日 - 【アマチュア】日本相撲連盟が公益財団法人へ移行[19]
- 3日 - 【大相撲】日本相撲協会の臨時理事会で、2011年に八百長問題で解雇とし、3月に解雇無効の判決が出た元幕内の蒼国来について、現役復帰を認め、7月場所から前頭15枚目で復帰させることを決定[20]
- 9日 - 【大相撲】田子ノ浦親方（元幕内・金開山）が、年寄「岩友」に名跡変更した[21]。
- 25日 - 【大相撲】5月場所の新番付が発表され、隠岐の海が島根県出身力士としては121年ぶりの新三役となった[22]

### 5月
- 1日 - 【大相撲】日本相撲協会が、嵐望（貴乃花部屋）と栃の山（千賀ノ浦部屋）を世話人に採用した[23]。
- 7日 - 【大相撲】西岩親方（元関脇・玉乃島）が年寄「放駒」を取得し、名跡変更した[24]。
- 21日 - 【大相撲】5月場所の10日目で白鵬が豪栄道をとったりで破り、10連勝として史上最多の38場所連続2桁勝利[25]
- 26日 - 【大相撲】5月場所の千秋楽で、1敗の稀勢の里が琴奨菊に寄り倒しで敗れた時点で、白鵬の通算25度目の幕内最高優勝が決定。この後、白鵬は結びの一番で日馬富士を寄り切りで破り、10度目の全勝優勝[26]
- 29日 - 【大相撲】7月場所の番付編成会議が行われた。遠藤が幕下付出での初土俵から2場所で史上最速タイの十両昇進、琴弥山は十両昇進まで所要86場所で史上4番目のスロー出世、エジプト出身の大砂嵐はアフリカ大陸初の関取となった[27][28][29][30]
- 30日 - 【大相撲】日本相撲協会が理事会を開いたが、5月場所限りで停年（定年）退職した36代木村庄之助の後任は決まらず、木村庄之助が2006年3月場所以来7年ぶりに空位になった[31]。

### 6月
- 9日 - 【大相撲】元横綱、現理事長の北の湖の還暦土俵入りが両国国技館で行われた。史上9人目で理事長在任中では史上4人目[32]
- 20日 - 【大相撲】日本相撲協会は、二所ノ関親方（元関脇・金剛）が退職したと発表した[33]。
- 25日 - 【大相撲】荒磯親方（元幕内・玉力道）が年寄「二所ノ関」を取得し、名跡変更した[34]。

### 7月
- 7日 - 【大相撲】7月場所の初日を迎え、大相撲八百長問題で解雇処分となり、4月に解雇が無効と判断され復帰の蒼国来が2011年1月場所以来の本場所となったが德勝龍に押し出しで敗れている[35]
- 9日 - 【大相撲】7月場所の3日目で、2年ぶり復帰の蒼国来が大岩戸を寄り切りで破り898日ぶりの勝利[36]
- 13日 - 【大相撲】7月場所の7日目で、白鵬が千代大龍を上手出し投げで破り、昭和以降では初の通算2度目の37連勝[37]
- 19日 - 【大相撲】7月場所の13日目で、白鵬が琴欧洲を寄り切りで破り、13連勝で3場所連続通算26度目の幕内最高優勝が決定。26の優勝は史上3位で外国人力士では朝青龍を抜いて史上最多。またこの日までに幕内から序ノ口までのすべての優勝が決定。13日目ですべて決まるのは15日制導入以降では初[38]
- 20日 - 【大相撲】7月場所の14日目で、白鵬が稀勢の里に寄り倒しで敗れ、連勝が43でストップ[39]
- 24日 - 【大相撲】9月場所の番付編成会議が行われた。新十両の千代丸は十両の千代鳳の実兄で、史上17組目の兄弟関取となった[40]

### 8月
- 4日 - 【高校】長崎県で行われた全国高等学校総合体育大会の相撲団体の部の決勝戦で埼玉栄（埼玉県）が鳥取城北に3勝2敗で勝利し、4年ぶり8度目の優勝達成[41]
- 24日 - 【大相撲】5年ぶりの日本国外公演となる、インドネシアのジャカルタ巡業が開催[42]

### 9月
- 2日 - 【大相撲】9月場所の新番付が発表された。遠藤は昭和以降では史上最速となる幕下付出での初土俵から3場所での新入幕となった。新小結は髙安で、平成生まれでは初の新三役となった[43]
- 11日 - 【大相撲】元大関・把瑠都が現役を引退した[44]。
- 12日 - 【大相撲】2010年の大相撲野球賭博問題で解雇処分となった元大関の琴光喜の田宮啓司が相撲協会に対し解雇は不当として地位確認を求めた訴訟で、東京地方裁判所は解雇は妥当として請求を退けた[45]
- 14日 - 【大相撲】日本相撲協会が、内閣府に対して公益財団法人への移行を申請した[46]。
- 27日 - 【大相撲】9月場所の13日目で天一が三段目で優勝を決め、35歳10カ月での幕下以下の優勝は戦後では史上最年長優勝となった[47]
- 28日 - 【大相撲】9月場所の14日目で、白鵬が稀勢の里をはたき込み、物言いがついたものの軍配どおり白鵬が勝利し、13勝1敗で4場所連続通算27度目の幕内最高優勝達成[48]

### 10月
- 3日 - 【大相撲】日本相撲協会が理事会を開き、三保ヶ関部屋の閉鎖と、所属力士らの春日野部屋への転属を同日付で承認した[49]。
- 8日 - 【大相撲】元関脇・阿覧が現役を引退した[50]。
- 31日 - 【大相撲】11月場所の新弟子検査が行われ、9月の実業団選手権で優勝し幕下15枚目格付出の資格を得ているモンゴル出身のアルタンホヤグ・イチンノロブら5人が合格した。イチンノロブは2014年1月場所で外国人力士としては史上初の付出デビューとなる[51]

### 11月
- 2日 - 【大学】全国学生相撲選手権大会が行われ、決勝戦で日体大の一ノ瀬康平が東農大の小柳亮太を押し倒しで破り、初優勝で学生横綱になった[52]
- 3日 - 【大学】全国学生相撲選手権の団体戦が行われ、決勝戦で東洋大が近大に3勝2敗で破り11年ぶり通算3度目の優勝達成[53]
- 8日 - 【大相撲】春日山（元幕内・濵錦）が先代春日山親方（元幕内・春日富士）に対し、年寄名跡証書の返還訴訟を起こす事を発表[54]
- 11日 - 【大相撲】11月場所の2日目で、白鵬が安美錦に押し出しで破り、史上4人目横綱通算500勝、38場所での達成は史上最速。また年間最多勝も確定させた[55]
- 14日 - 【大相撲】11月場所5日目をポール・マッカートニーが観戦。12日目と13日目と千秋楽に新作アルバム『NEW』の懸賞を出した[56]。
- 17日 - 【大相撲】11月場所の8日目で白鵬は豪風を突き倒しで破り8連勝とし、史上最速の幕内通算700勝達成[57]
- 19日 - 【大相撲】11月場所の10日目で白鵬は栃乃若を押し倒しで破り10連勝とし、横綱で初日からの10連勝を20回、横綱での連続2桁勝利を38場所としてそれぞれ史上最多記録とした[58]
- 20日 - 【大相撲】11月場所の11日目で白鵬は栃煌山を押し出しで破り11連勝とし、史上最多の通算3度目の年間80勝達成[59]
- 24日 - 【大相撲】13勝1敗同士で相星決戦となった、11月場所の千秋楽の結びの一番で日馬富士が白鵬を寄り切りで破り、初場所以来の通算6度目の幕内最高優勝達成[60]。白鵬は連続優勝を4場所、九州場所での連続優勝が6年でそれぞれストップ[61]

### 12月
- 17日 - 【大相撲】岩友親方（元幕内・金開山）が、年寄「三保ヶ関」に名跡変更した[62]。
- 20日
  - 【大相撲】日本相撲協会は親方衆らに対してこの日までに年寄名跡証書を提出するよう求めていたが、鳴戸親方（元幕内・隆の鶴）、熊ヶ谷親方（元十両・金親）、春日山親方（元幕内・濵錦）の3人が期限までに年寄名跡証書を提出することができなかった[63]。
  - 【大相撲】日本相撲協会は、間垣親方（元横綱・若乃花）が12月19日付で退職したと発表した[64]。
  - 【大相撲】元幕内・寶千山が現役を引退し、年寄「君ヶ濱」を襲名した[65]。
- 25日
  - 【大相撲】錦島親方（元幕内・蔵玉錦）が年寄「武隈」を取得し、名跡変更した[66]。
  - 【大相撲】期限までに年寄名跡証書を提出できなかった鳴戸親方（元幕内・隆の鶴）が、「鳴戸」の代わりに「田子ノ浦」の年寄名跡証書を提出し、名跡変更した。これに伴い、大関稀勢の里らが所属する鳴戸部屋は田子ノ浦部屋に改称された[67]。

## 競技結果

### 大相撲

#### 本場所

##### 一月場所（初場所）
両国国技館（東京都）を会場に、初日の2013年（平成25年）1月13日（日）から千秋楽の1月27日（日）までの15日間開催された。番付発表は2012年（平成24年）12月24日（月）。
| タイトル     | タイトル     | 人物 （所属部屋 出身地） - 成績                                                        |
| ------------ | ------------ | -------------------------------------------------------------------------------------- |
| 幕内最高優勝 | 幕内最高優勝 | 日馬富士公平（伊勢ヶ濱部屋 モンゴル・ゴビ・アルタイ出身）（2場所ぶり5回目） - 15戦全勝 |
| 三賞         | 殊勲賞       | 該当者無し                                                                             |
| 三賞         | 敢闘賞       | 髙安晃（鳴戸部屋 茨城県土浦市出身）（初受賞） - 12勝3敗                                |
| 三賞         | 技能賞       | 該当者無し                                                                             |
| 十両優勝     | 十両優勝     | 貴ノ岩義司（貴乃花部屋 モンゴル・ウランバートル出身） - 12勝3敗                        |
| 幕下優勝     | 幕下優勝     | 鬼嵐力（朝日山部屋 モンゴル・ウランバートル出身） - 7戦全勝                            |
| 三段目優勝   | 三段目優勝   | 濱口航洋 （木瀬部屋 三重県志摩市出身） - 7戦全勝                                       |
| 序二段優勝   | 序二段優勝   | 阿夢露光大（阿武松部屋 ロシア・レソザボズク出身） - 7戦全勝                            |
| 序ノ口優勝   | 序ノ口優勝   | 玉皇力（片男波部屋 高知県四万十市出身） - 7戦全勝                                      |

##### 三月場所（春場所、大阪場所）
大阪府立体育会館（大阪市）を会場に、初日の3月10日（日）から千秋楽の3月24日（日）までの15日間開催された。番付発表は2月25日（月）。会場の施設命名権売却により、前年4月から2015年3月まで会場名を「ボディメーカーコロシアム」に変更されているが、番付及び報道では、放送法第83条（広告放送禁止規定）に抵触する為、大阪府の条例に基づく正式名称が用いられた。
| タイトル     | タイトル     | 人物 （所属部屋 出身地） - 成績                                                 |
| ------------ | ------------ | ------------------------------------------------------------------------------- |
| 幕内最高優勝 | 幕内最高優勝 | 白鵬翔（宮城野部屋 モンゴル・ウランバートル出身）（2場所ぶり24回目） - 15戦全勝 |
| 三賞         | 殊勲賞       | 該当者無し                                                                      |
| 三賞         | 敢闘賞       | 隠岐の海歩（八角部屋 島根県隠岐郡隠岐の島町出身）（12場所ぶり2回目） - 11勝4敗  |
| 三賞         | 技能賞       | 該当者無し                                                                      |
| 十両優勝     | 十両優勝     | 旭秀鵬滉規（友綱部屋 モンゴル・ウランバートル出身） - 12勝3敗 ※優勝決定戦勝利   |
| 幕下優勝     | 幕下優勝     | 亀井貴司（木瀬部屋 香川県善通寺市出身） - 7戦全勝                               |
| 三段目優勝   | 三段目優勝   | 土佐豊祐哉（時津風部屋 高知県土佐市出身） - 7戦全勝 ※優勝決定戦勝利             |
| 序二段優勝   | 序二段優勝   | 鬼怒ノ浪一樹（立浪部屋 茨城県常総市） - 6勝1敗 ※優勝決定戦勝利                  |
| 序ノ口優勝   | 序ノ口優勝   | 石浦将勝（宮城野部屋 鳥取県鳥取市出身） - 7戦全勝                               |

##### 五月場所（夏場所）
両国国技館（東京都）を会場に、初日の5月12日（日）から千秋楽の5月26日（日）までの15日間開催された。番付発表は4月25日（木）。日程を発表した当初、大型連休中の5月5日が初日、5月19日千秋楽としていた。しかし、前年大型連休中の5月6日を初日としたところ、チケットが思うように捌けなかったことから、場所後に翌年5月場所の初日、千秋楽を1週間ずらすことに決めた。
| タイトル     | タイトル     | 人物 （所属部屋 出身地） - 成績                                                 |
| ------------ | ------------ | ------------------------------------------------------------------------------- |
| 幕内最高優勝 | 幕内最高優勝 | 白鵬翔（宮城野部屋 モンゴル・ウランバートル出身）（2場所連続25回目） - 15戦全勝 |
| 三賞         | 殊勲賞       | 該当者無し                                                                      |
| 三賞         | 敢闘賞       | 該当者無し                                                                      |
| 三賞         | 技能賞       | 妙義龍泰成（境川部屋 兵庫県高砂市出身）（4場所ぶり5回目） - 11勝4敗             |
| 十両優勝     | 十両優勝     | 琴勇輝一巖（佐渡ヶ嶽部屋 香川県小豆郡小豆島町出身） - 13勝2敗                   |
| 幕下優勝     | 幕下優勝     | 大砂嵐金太郎（大嶽部屋 エジプト・ダカリーヤ県出身） - 7戦全勝                   |
| 三段目優勝   | 三段目優勝   | 大栄翔勇人（追手風部屋 埼玉県朝霞市出身） - 7戦全勝                             |
| 序二段優勝   | 序二段優勝   | 石浦将勝（宮城野部屋 鳥取県鳥取市出身） - 7戦全勝                               |
| 序ノ口優勝   | 序ノ口優勝   | 新栄山昌也（境川部屋 東京都立川市 出身） - 7戦全勝                              |

##### 七月場所（名古屋場所）
愛知県体育館（名古屋市）を会場に、初日の7月7日（日）から千秋楽の7月21日（日）までの15日間開催。番付発表は6月24日（月）。
| タイトル     | タイトル     | 人物 （所属部屋 出身地） - 成績                                                |
| ------------ | ------------ | ------------------------------------------------------------------------------ |
| 幕内最高優勝 | 幕内最高優勝 | 白鵬翔（宮城野部屋 モンゴル・ウランバートル出身）（3場所連続26回目） - 13勝2敗 |
| 三賞         | 殊勲賞       | 髙安晃（鳴戸部屋 茨城県土浦市出身）（初受賞） - 9勝6敗                         |
| 三賞         | 敢闘賞       | 該当者無し                                                                     |
| 三賞         | 技能賞       | 該当者無し                                                                     |
| 十両優勝     | 十両優勝     | 遠藤聖大（追手風部屋 石川県鳳珠郡穴水町出身） - 14勝1敗                        |
| 幕下優勝     | 幕下優勝     | 剛士港（荒汐部屋 福島県福島市出身） - 7戦全勝                                  |
| 三段目優勝   | 三段目優勝   | 能登櫻和也（阿武松部屋 石川県鳳珠郡能都町出身） - 7戦全勝                      |
| 序二段優勝   | 序二段優勝   | 大翔鵬清洋（追手風部屋 モンゴル・ウランバートル出身） - 7戦全勝                |
| 序ノ口優勝   | 序ノ口優勝   | 蘇堅太（阿武松部屋 鹿児島県大島郡瀬戸内町出身） - 7戦全勝                      |

##### 九月場所（秋場所）
両国国技館（東京都）を会場に、初日の9月15日（日）から千秋楽の9月29日（日）までの15日間開催された。番付発表は9月2日（月）。
| タイトル     | タイトル     | 人物 （所属部屋 出身地） - 成績                                                     |
| ------------ | ------------ | ----------------------------------------------------------------------------------- |
| 幕内最高優勝 | 幕内最高優勝 | 白鵬翔（宮城野部屋 モンゴル・ウランバートル出身）（4場所連続27回目） - 14勝1敗      |
| 三賞         | 殊勲賞       | 豪栄道豪太郎（境川部屋 大阪府寝屋川市出身）（2回目） - 11勝4敗                      |
| 三賞         | 敢闘賞       | 松鳳山裕也（松ヶ根部屋 福岡県築上郡築上町出身）（2回目） - 8勝7敗                   |
| 三賞         | 技能賞       | 該当者無し                                                                          |
| 十両優勝     | 十両優勝     | 照ノ富士由章（伊勢ヶ濱部屋 モンゴル・ウランバートル出身） - 12勝3敗 ※優勝決定戦勝利 |
| 幕下優勝     | 幕下優勝     | 希帆ノ海勇樹（出羽海部屋 新潟県刈羽郡刈羽村出身） - 7戦全勝                         |
| 三段目優勝   | 三段目優勝   | 天一俊哉（北の湖部屋 新潟県南魚沼市出身） - 7戦全勝                                 |
| 序二段優勝   | 序二段優勝   | 堀切洸助（錣山部屋 埼玉県越谷市出身） - 7戦全勝 ※優勝決定戦勝利                     |
| 序ノ口優勝   | 序ノ口優勝   | 慶天海孔晴（阿武松部屋 鹿児島県大島郡瀬戸内町出身） - 7戦全勝                       |

##### 十一月場所（九州場所）
福岡国際センター（福岡市）を会場に、初日の11月10日（日）から千秋楽の11月24日（日）までの15日間開催された。番付発表は10月28日（月）。
| タイトル     | タイトル     | 人物 （所属部屋 出身地） - 成績                                                       |
| ------------ | ------------ | ------------------------------------------------------------------------------------- |
| 幕内最高優勝 | 幕内最高優勝 | 日馬富士公平（伊勢ヶ濱部屋 モンゴル・ゴビ・アルタイ出身）（5場所ぶり6回目） - 14勝1敗 |
| 三賞         | 殊勲賞       | 該当者無し                                                                            |
| 三賞         | 敢闘賞       | 勢翔太（伊勢ノ海部屋 大阪府交野市出身）（初受賞） - 11勝4敗                           |
| 三賞         | 技能賞       | 千代大龍秀政（九重部屋 東京都荒川区出身）（初受賞） - 11勝4敗                         |
| 十両優勝     | 十両優勝     | 千代鳳祐樹（九重部屋 鹿児島県志布志市出身） - 13勝2敗                                 |
| 幕下優勝     | 幕下優勝     | 土佐豊祐哉（時津風部屋 高知県土佐市出身） - 7戦全勝                                   |
| 三段目優勝   | 三段目優勝   | 寶千山幸勘（境川部屋 青森県弘前市出身） - 7戦全勝 ※優勝決定戦勝利                     |
| 序二段優勝   | 序二段優勝   | 慶天海孔晴（阿武松部屋 鹿児島県大島郡瀬戸内町出身） - 7戦全勝                         |
| 序ノ口優勝   | 序ノ口優勝   | 琴仁成篤（佐渡ヶ嶽部屋 東京都新宿区出身） - 7戦全勝                                   |

#### トーナメント大会
- 第37回日本大相撲トーナメント（2月10日・国技館）
  - 優勝：鶴竜力三郎（初優勝）
- 第72回明治神宮例祭奉祝全日本力士選士権大会（10月7日・国技館）
  - 優勝：日馬富士公平（2年連続5回目）

#### 新弟子検査合格者
四股名が太字の者は現役力士。最高位は引退力士のみ記載。
| 場所     | 人数 | 主な合格者                   | 四股名       | 最高位     | 最終場所                  | 備考                                                            |
| -------- | ---- | ---------------------------- | ------------ | ---------- | ------------------------- | --------------------------------------------------------------- |
| 1月場所  | 16人 | 打越奎也                     | 阿武咲奎也   | 小結       | 2024年11月場所            |                                                                 |
| 1月場所  | 16人 | 石浦将勝                     | 石浦鹿介     | 前頭5枚目  | 2023年5月場所             |                                                                 |
| 1月場所  | 16人 | チミデレゲゼン・シジルバヤル | 大翔鵬清洋   | （現役）   | （現役）                  | 興行ビザ取得待ちのため初土俵は3月場所                           |
| 3月場所  | 39人 | 遠藤聖大                     | 遠藤聖大     | （現役）   | （現役）                  | 幕下10枚目格付出                                                |
| 3月場所  | 39人 | 本多旦祈                     | 魁勝旦祈     | （現役）   | （現役）                  |                                                                 |
| 3月場所  | 39人 | 上山賢                       | 貴源治賢     | 前頭10枚目 | 2021年7月場所（懲戒解雇） |                                                                 |
| 3月場所  | 39人 | 上山剛                       | 貴ノ富士三造 | 十両5枚目  | 2019年9月場所             |                                                                 |
| 5月場所  | 6人  | 堀切洸助                     | 阿炎政虎     | （現役）   | （現役）                  |                                                                 |
| 7月場所  | 6人  | 小池一毅                     | 王輝嘉助     | 十両13枚目 | 2024年5月場所             |                                                                 |
| 9月場所  | 1人  |                              |              |            |                           |                                                                 |
| 11月場所 | 5人  | アルタンホヤグ・イチンノロブ | 逸ノ城駿     | 関脇       | 2023年3月場所             | 幕下15枚目格付出。興行ビザ取得待ちのため初土俵は2014年1月場所。 |

#### 引退
| 場所     | 人数 | 主な引退力士 | 最高位     | 初土俵                            | 備考               |
| -------- | ---- | ------------ | ---------- | --------------------------------- | ------------------ |
| 1月場所  | 8人  | 高見盛精彦   | 小結       | 1999年3月場所（幕下最下位格付出） | 年寄「振分」襲名   |
| 1月場所  | 8人  | 武州山隆士   | 前頭3枚目  | 1999年1月場所（幕下最下位格付出） | 年寄「小野川」襲名 |
| 1月場所  | 8人  | 北勝国英明   | 十両6枚目  | 2001年3月場所                     |                    |
| 3月場所  | 9人  | 雅山哲士     | 大関       | 1998年7月場所（幕下最下位格付出） | 年寄「二子山」襲名 |
| 5月場所  | 14人 | 琴禮巨樹     | 十両5枚目  | 1997年3月場所                     |                    |
| 5月場所  | 14人 | 益荒海幸太   | 十両5枚目  | 2004年3月場所                     |                    |
| 5月場所  | 14人 | 四ツ車大八   | 十両8枚目  | 1996年3月場所                     |                    |
| 7月場所  | 8人  | 龍皇昇       | 前頭8枚目  | 2000年3月場所                     |                    |
| 9月場所  | 18人 | 把瑠都凱斗   | 大関       | 2004年5月場所                     |                    |
| 9月場所  | 18人 | 城ノ龍康允   | 十両筆頭   | 2003年1月場所                     |                    |
| 11月場所 | 10人 | 阿覧欧虎     | 関脇       | 2007年1月場所                     |                    |
| 11月場所 | 10人 | 豊乃國大地   | 十両13枚目 | 1995年3月場所                     |                    |

#### 引退相撲興行
- 6月1日 - 垣添引退雷襲名披露大相撲（両国国技館）[80]
- 10月6日 - 高見盛引退振分襲名披露大相撲（両国国技館）[81]

#### 断髪式
- 2月2日 - 元小結・黒海（東京都内のホテル）[82]
- 9月1日 - 元幕内・龍皇（両国国技館）[83]
- 10月5日 - 元幕内・武州山（両国国技館）[84]

## 死去
- 1月16日 - 鳳凰倶往（最高位：関脇、所属：二所ノ関部屋、* 1956年【昭和31年】）[85]
- 1月19日 - 大鵬幸喜（第48代横綱、所属：二所ノ関部屋、* 1940年【昭和15年】）[86]
- 1月29日 - 4代木村正直（三役格行司、所属：朝日山部屋、* 1953年【昭和28年】）[87]
- 2月1日 - 24代式守伊之助（元・立行司、所属：朝日山部屋、* 1919年【大正8年】）[88]
- 4月14日 - 30代式守伊之助（元・立行司、所属：井筒部屋→君ヶ濱部屋→井筒部屋、* 1936年【昭和11年】）[89]
- 4月24日 - 王湖伊津男（最高位：前頭14枚目、所属：友綱部屋、世話人：王湖、* 1956年【昭和31年】）[90]
- 4月30日 - 天津風征夫（最高位：前頭3枚目、所属：時津風部屋、* 1937年【昭和12年】）[85]
- 7月14日 - 津軽海伝藏（最高位：十両16枚目、所属：春日野部屋、* 1928年【昭和3年】）[91]
- 7月16日 - 君錦利正（最高位：前頭3枚目、所属：立浪部屋、* 1937年【昭和12年】）
- 7月20日 - 武哲山剛（最高位：十両11枚目、所属：武蔵川部屋、* 1971年【昭和46年】）[92]